# Saint-Amans-Valtoret
 Saint-Amans-Valtoret là một xã thuộc tỉnh Tarn trong vùng Occitanie ở phía nam nước Pháp. Xã này nằm ở khu vực có độ cao trung bình 280 mét trên mực nước biển.
Sông Thoré tạo thành ranh giới phía nam thị trấn.